# Сяглов, Виктор Семёнович
Виктор Семёнович Сяглов — советский хозяйственный, государственный и политический деятель, Герой Социалистического Труда.

## Биография
Родился в 1927 году в селе Бутырки. Член КПСС.
С 1950 года — на хозяйственной, общественной и политической работе. В 1950—1989 гг. — преподаватель в Плехановском зооветеринарном техникуме Грязинского района, заместитель директора по учебной части Аннинской сельскохозяйственной школы, заместитель директора Нижнедевицкой школы зооветеринарных кадров Воронежской области, председатель Нижнедевицкого райисполкома, первый секретарь Нижнедевицкого райкома КПСС, начальник Хохольского производственного колхозно-совхозного управления, первый секретарь Нижнедевицкого райкома КПСС, заместитель председателя Воронежского облисполкома, первый секретарь Рамонского райкома КПСС.
Указом Президиума Верховного Совета СССР от 11 декабря 1973 года присвоено звание Героя Социалистического Труда с вручением ордена Ленина и золотой медали «Серп и Молот».
Избирался депутатом Верховного Совета СССР 8-го созыва. Делегат XXIV, XXV, XXVII съездов КПСС.
Умер в Рамони в 2005 году.